# SC Internacional (São Borja)
SC Internacional, Internacional of Inter, is een Braziliaanse voetbalclub uit São Borja in de staat Rio Grande do Sul. De club werd opgericht in 1931 en fuseerde in 1977 met Cruzeiro tot SE São Borja.